# Punta del Flare
La Punta del Flare és una muntanya de 232 metres que es troba entre els municipis de La Torre de l'Espanyol i de Vinebre, a la comarca catalana de la Ribera d'Ebre.